# Cerastium argentinum
Cerastium argentinum är en nejlikväxtart som först beskrevs av Ferdinand Albin Pax, och fick sitt nu gällande namn av Williams. Cerastium argentinum ingår i släktet arvar, och familjen nejlikväxter. Inga underarter finns listade i Catalogue of Life.